# ニッダタール
ニッダタール (ドイツ語: Niddatal) は、ドイツ連邦共和国ヘッセン州ヴェッテラウ郡に属す市である。この街は歴史的にはオーバーヘッセンに属す。市内をニッダ川が流れている。

## 地理

### 隣接する市町村
ニッダタールは、北はフリートベルク (ヘッセン)、北東はフロールシュタット、東はアルテンシュタット（以上、3市町村はヴェッテラウ郡）およびニッデラウ、南はシェーネック（以上、2市町村はマイン＝キンツィヒ郡）およびカルベン、西はヴェルシュタット（ともにヴェッテラウ郡）と境を接している。

### 市の構成
ニッダタール市は、アッセンハイム、ベンシュタット、ヴィックシュタット、イルベンシュタット、カイヒェンの各地区で構成されている。

## 歴史

### 市町村合併
1970年12月1日にアッセンハイム市とベンシュタット、イルベンシュタットが合併して新しい市ニッダタールが形成された。カイヒェンは1971年12月31日にこれに加わった。

## 住民

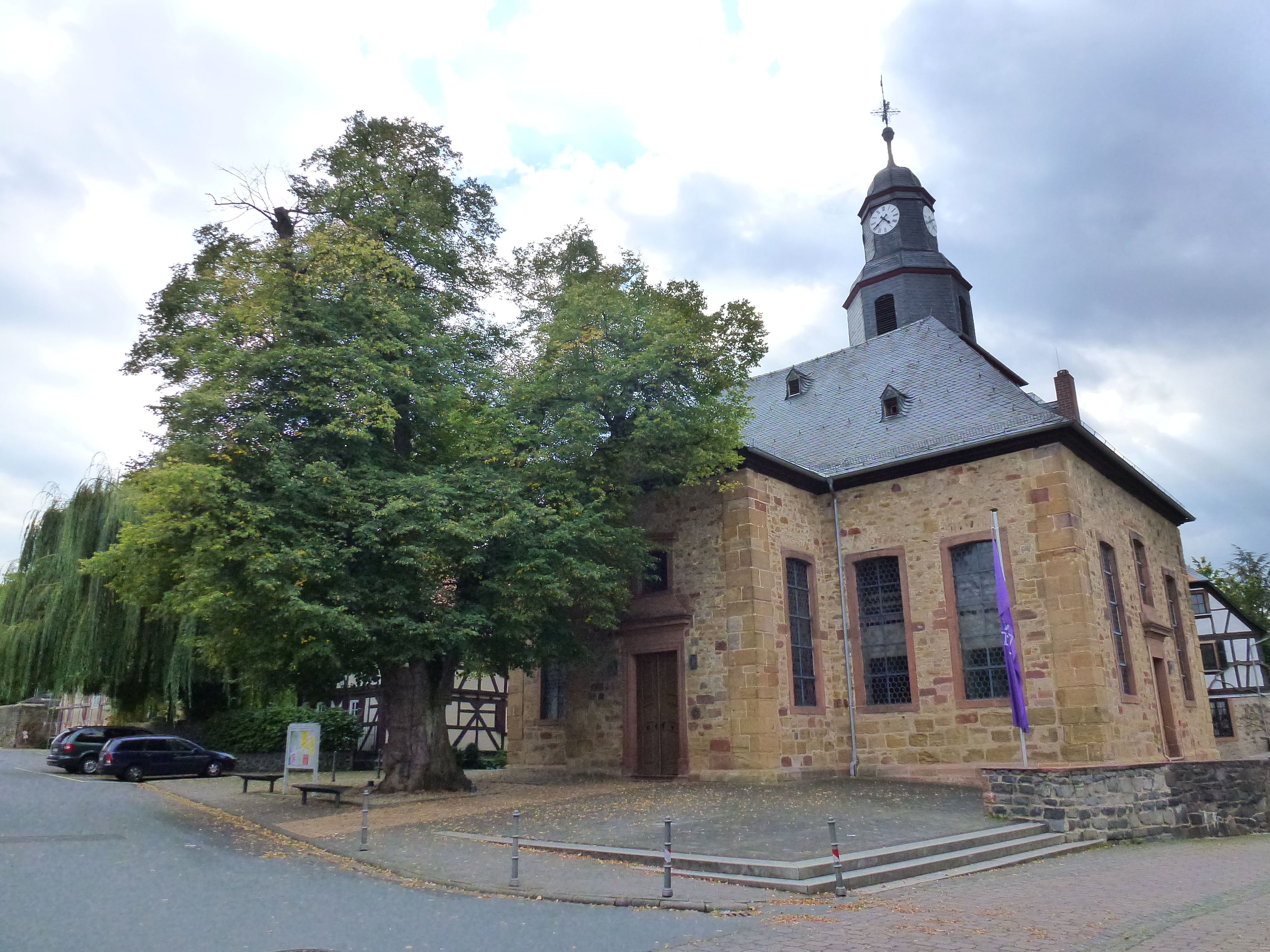
福音主義教会アッセンハイム

### 宗教
- カトリックの教区教会であるヴィックシュタットの聖ニコラウス教会（アッセンハイムとベンシュタット地区を管区とする）
- カトリックの教会であるイルベンシュタットの聖マリア、ペトロおよびパウロ教会
- 福音主義教会アッセンハイム
- 福音主義教会ベンシュタットおよびカイヒェン
- 福音主義教会イルベンシュタット

## 行政

### 議会
2011年3月27日の市議会議員選挙以降、ニッダタールの市議会は 31議席で構成されている。

### 首長
2020年3月15日の市長選挙で、ミヒャエル・ハーン (CDU) は、57.49 % の票を獲得して、2人の対立候補に勝利した。彼は2020年7月1日から6年の任期に就いている。

## 経済と社会資本

### 教育
- NABU 環境工房ヴェッテラウ（環境教育施設）
- アイヒェンドルフ＝シューレ（基礎課程学校）
- ゲシュヴィスター＝ショル＝シューレ（基礎課程・本課程・実科学校）

### 交通
- ニッダタールは、アッセンハイム駅によってライン＝マイン近郊交通網に接続している。DBレギオ AGは、月曜日の朝から土曜日の夕方までほぼ 30分から 1時間おきにフリートベルク行きおよびハーナウ行きの近郊列車を運行している。日曜日は、かなり間引いた間隔で列車が運行されている。
- ベンシュタットにあった旧エルプシュタット＝カイヒェン駅は、どの集落からも遠いことから採算性が低いために1990年代に廃止された。
- すべての市区は、定期バス路線で往来可能である。

## 文化と見所
- ニッダタール自然文化公園
- アッセンハイム
  - ニッダ川およびヴェッター川沿いの散策路

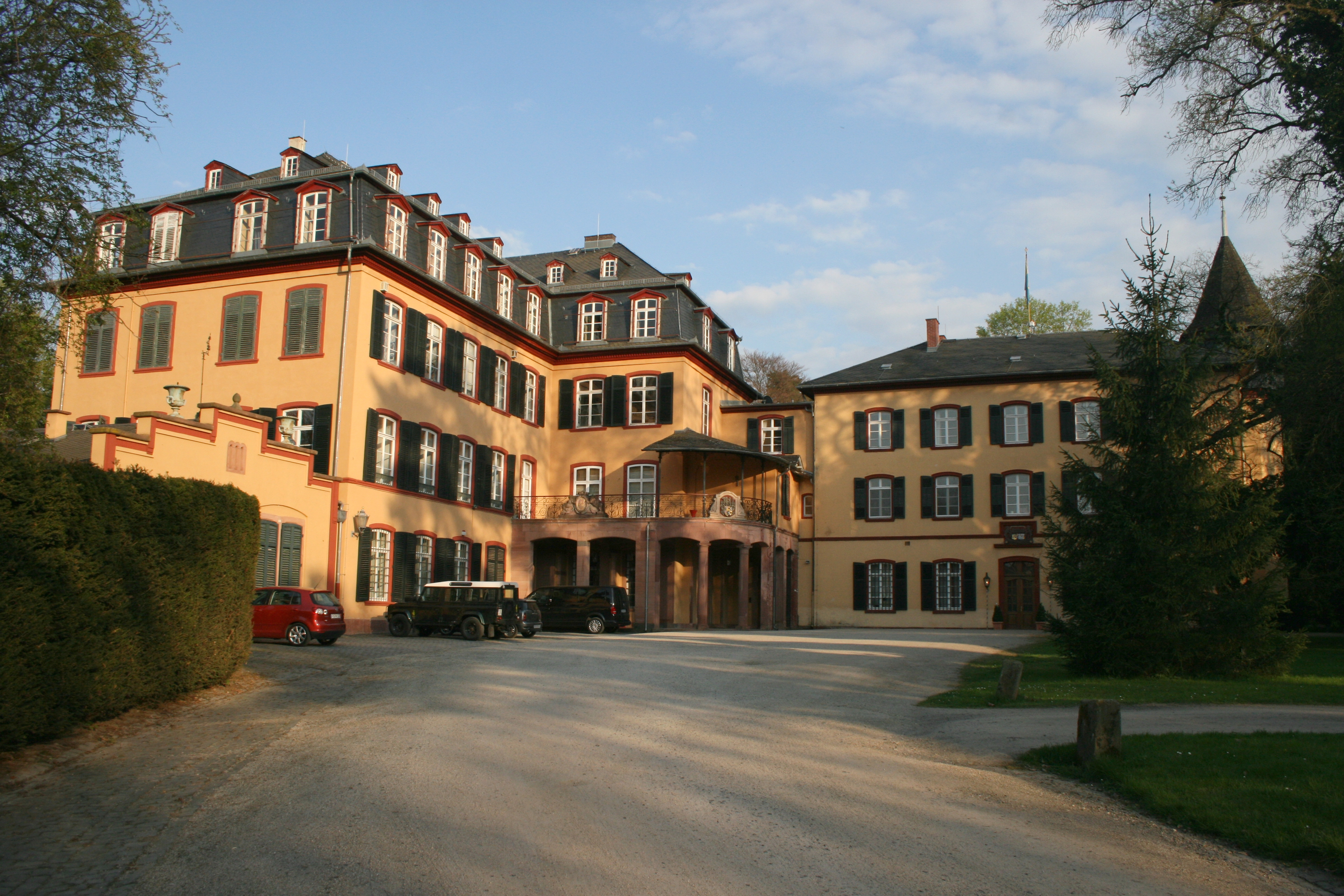
アッセンハイム城

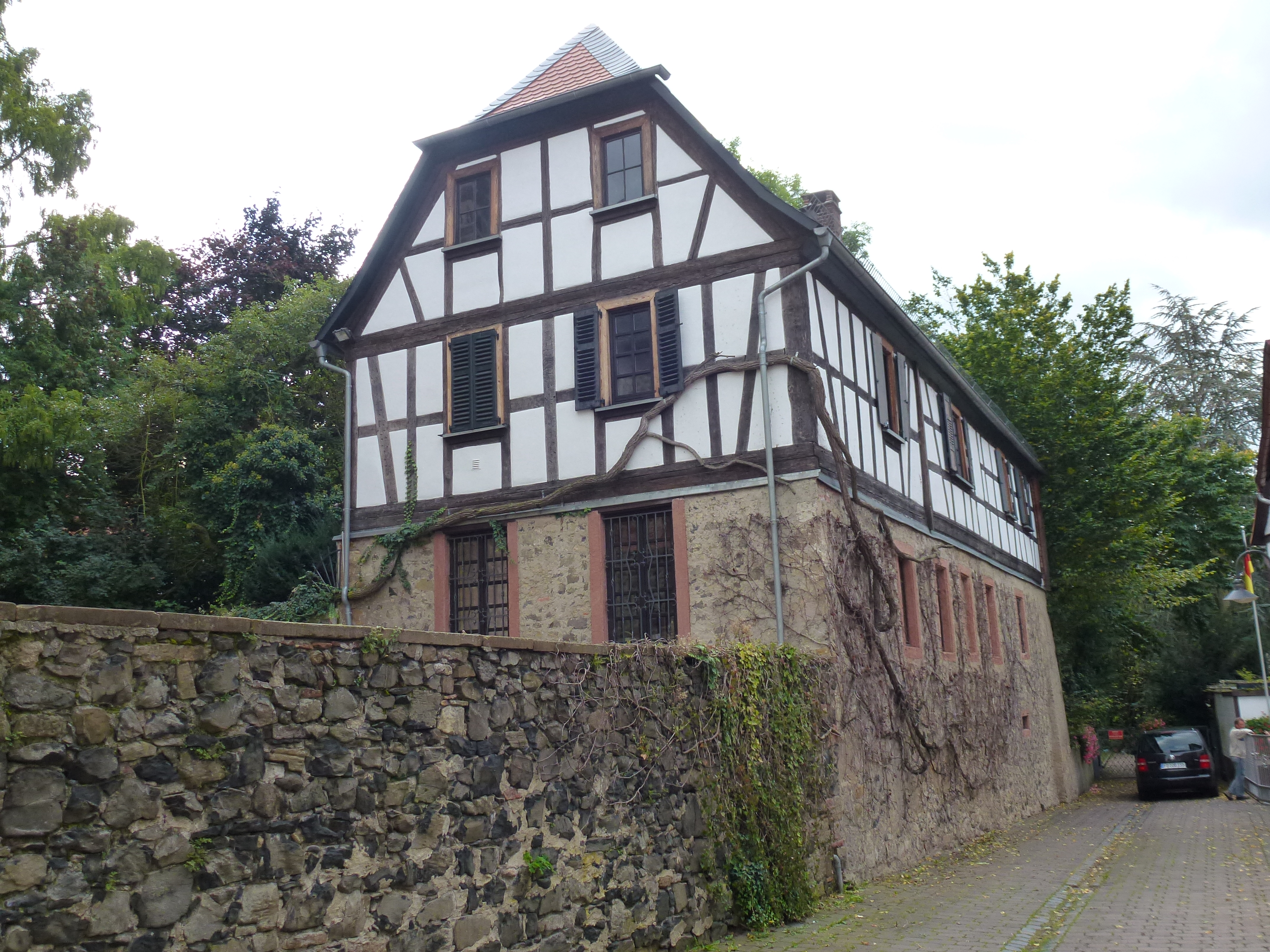
アッセンハイムの旧穀物庫

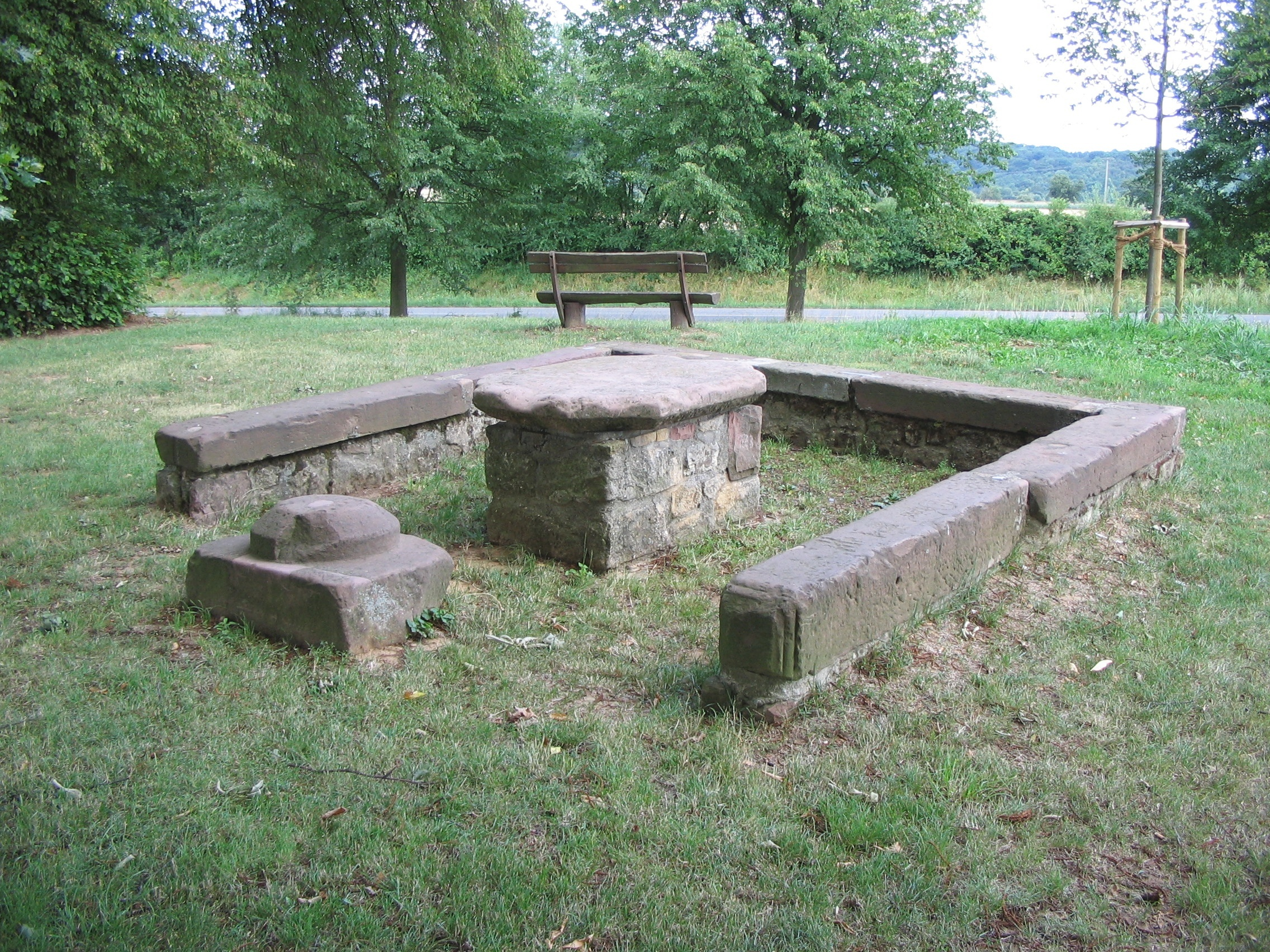
シュタイネルナー・ティッシュ

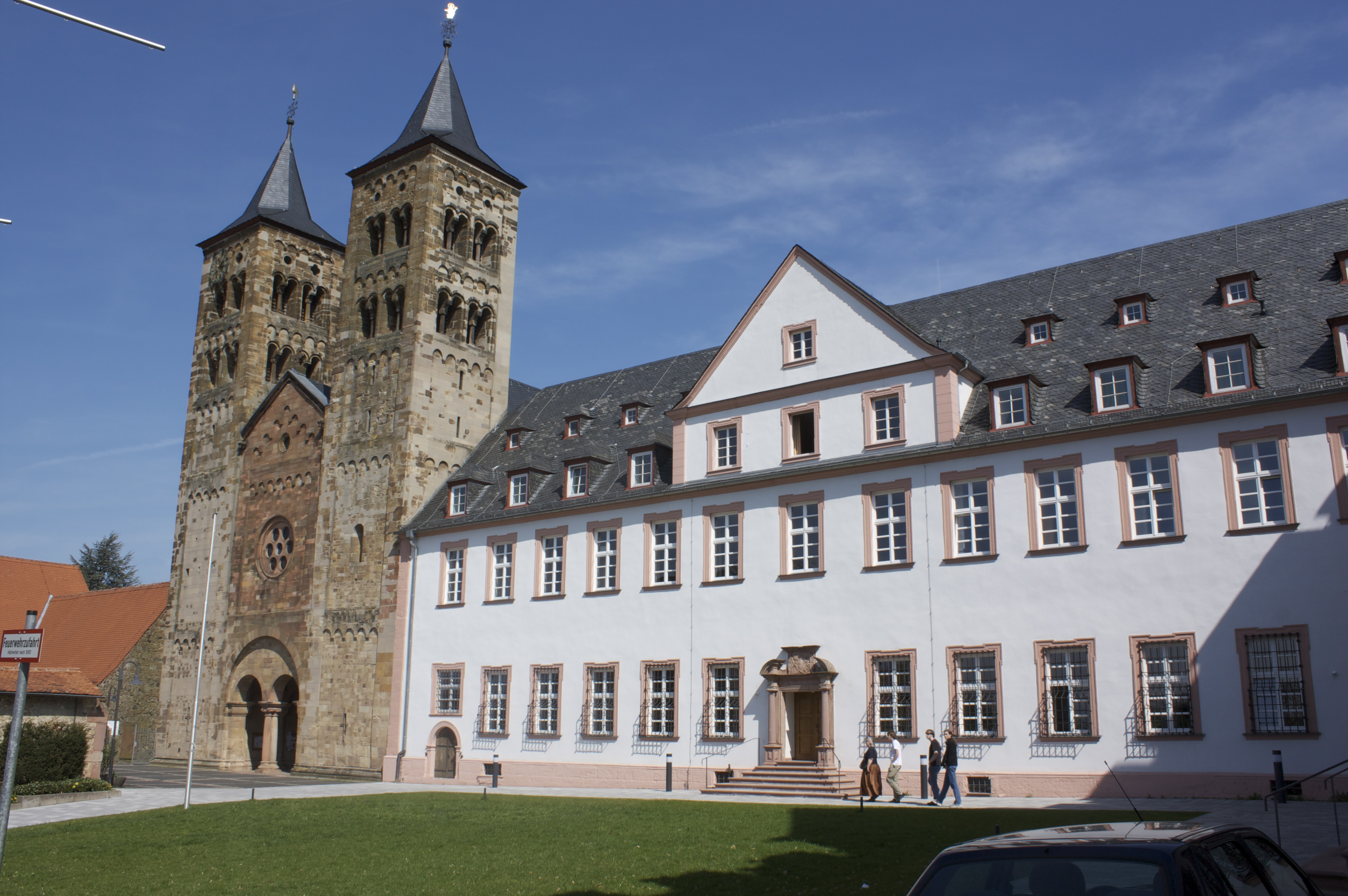
イルベンシュタット修道院と聖マリア、ペテロおよびパウロ教会

  - シュトルヒェンヴヴェーク: アッセンハイム周辺をめぐる環状遊歩道、全長 3.8 km
  - 旧市庁舎
  - アッセンハイム城: ゾルムス＝レーデルハイム・ウント・アッセンハイム伯の城館
  - 学習ビオトープ
  - 樹木学習路
  - 福音主義教会がある歴史的旧市街
  - 旧シュタットミューレ: 集落の中心に位置し、高さ 45 m のサイロ塔を持つ
  - アッセンハイムの穀物倉庫は、1940年代にはヨーロッパ最大の穀物倉庫で、1970年代に廃止された製粉工場の一部であった。ミュールインゼル（水車島）に建っている高さ 45 m の塔は現在も穀物の貯蔵庫として使用されている。
- ベンシュタット
  - 休暇村: 大きな池、噴水、長い遊歩道がある
- カイヒェン
  - シュタイネルナー・ティッシュ: 昔の裁判所。自由裁判所としてどの領主にも属さなかった。ここでは王の名において裁判が執行された。自由裁判は重罪刑事法廷であり、被告人の死によってのみ贖うことのできる犯罪を扱った。この他に控訴審裁判所があった。
- イルベンシュタット
  - イルベンシュタット修道院: カッペンベルク伯ゴットフリートによって1123年に男子修道院および女子修道院（オーバー＝イルベンシュタット修道院およびニーダー＝イルベンシュタット修道院）として開設された。このプレモンストラート会（ドイツ語版、英語版）修道院がヴェッテラウ（ドイツ語版、英語版）で最も古い宗教上の常設施設であった。最初の修道院長代理は、聖ノルベルト（ドイツ語版、英語版）の弟子のアントニウスであった。この修道院は 1657年に大修道院 (Abtei) になった。伝承によれば男子修道院と女子修道院との間には地下通路があると言われていた。この伝承に基づいて、2005年にローカルな小説集『イルベンシュタットのデカメロン』が著された。この修道院は1946年から1979年まで女子更生施設が入居していた。
  - 教区教会（旧修道院教会）聖マリア、ペテロおよびパウロ教会は、ヴェッテラウの聖堂とも呼ばれる。この教会は、1929年にローマ教皇ピウス11世によってバシリカ・マイナー（ドイツ語版、英語版）に昇格された。
- 衰退したシュテルンバッハ村の巡礼教会聖ガンゴルフ教会は、早くも778年にいわゆるベアトゥス文書に記述されている。
- 1960年代末に、フランクフルトの民間救護、災害救助のための司令センターとしてシェルターが造られた[5]。現在は使用されていないこの施設は、イルベンシュタットとカイヒェンとの間、イルベンシュタットから約 300 m の場所にある。

### 余暇・スポーツ施設
- ヘッセン自転車道 R4号線
- ニッダ自転車道
- ヘッセン・アップルワイン・果樹園ルート